# 게델롱성
게델롱성(Château de Guédelon)은 프랑스에서 13세기의 기술과 당시 사용되던 종류의 재료로 지어지고 있는 성이다. 1997년 건축이 시작되었다. 과거를 복원하는 실험고고학의 사례로 가치가 있다.